# Karen David
Karen Shenaz David (* 1979 in Shillong, Meghalaya, Indien) ist eine britisch-kanadische Schauspielerin, Sängerin und Songwriterin.

## Leben
Karen David wurde 1979 in Shillong geboren. Sie besuchte die Guildford School of Acting.
Nach einigen Auftritten in Kurzfilmen stand David 2002 erstmals in dem Spielfilm Bollywood Queen vor der Kamera. Ein Jahr später hatte sie in der Fernsehserie Holby City ihre Fernsehpremiere. In der Fernsehserie Top Buzzer war David 2004 erstmals in einer wiederkehrenden Rolle zu sehen. In der sechsten Staffel von Waterloo Road (2010–2011) trat sie als Francesca Montoya auf. 2011 bis 2012 war sie Teil der Hauptbesetzung der Fernsehserie Pixelface. 2015 bis 2016 hatte sie in 18 Folgen der Fernsehserie Galavant eine Hauptrolle als Isabella inne. 2016 bis 2017 spielte sie in der ABC-Serie Once Upon a Time – Es war einmal … die Rolle der Prinzessin Jasmin aus der Aladin-Erzählung. 2019 bis 2023 war David in 29 Folgen der Fernsehserie Fear the Walking Dead zu sehen. Für die Fernsehserie Mira – Die Meisterdetektivin war sie 2020 bis 2022 als Synchronsprecherin tätig. Für ihre Rolle in dem Film Isabel's Garden wurde sie 2024 für mehrere Preise nominiert.

## Filmografie
- 2002: The Paper Round (Kurzfilm)
- 2002: Bollywood Queen
- 2003: Holby City (Fernsehserie, Folge 6x10)
- 2004: Top Buzzer (Fernsehserie, 4 Folgen)
- 2005: Batman Begins
- 2006: Provoked: A True Story (Provoked)
- 2006: Take 3 Girls
- 2007: Unsichtbarer Feind (Flight of Fury)
- 2008: The Color of Magic – Die Reise des Zauberers (Terry Pratchett’s The Colour of Magic, Miniserie, Folge 1x01)
- 2008: Scorpion King: Aufstieg eines Kriegers (The Scorpion King 2: Rise of a Warrior)
- 2009: Die Legende von Dick und Dom (The Legend of Dick and Dom, Fernsehserie, Folge 1x08)
- 2009: All Inclusive (Couples Retreat)
- 2010–2011: Waterloo Road (Fernsehserie, 20 Folgen)
- 2011: Strike Back (Fernsehserie, 2 Folgen)
- 2011–2012: Pixelface (Fernsehserie, 26 Folgen)
- 2012: Red Lights
- 2012: Touch (Fernsehserie, Folge 1x01)
- 2013: Castle (Fernsehserie, 2 Folgen)
- 2014: Jack Ryan: Shadow Recruit
- 2015: Amar Akbar & Tony
- 2015–2016: Galavant (Fernsehserie, 18 Folgen)
- 2016: The Tiger Hunter – Behalte dein Ziel fest im Blick (The Tiger Hunter)
- 2016: Cold Feet (Fernsehserie, 4 Folgen)
- 2016–2017: Once Upon a Time – Es war einmal … (Once Upon a Time, Fernsehserie, 9 Folgen)
- 2017–2019: Ryan Hansen Solves Crimes on Television (Fernsehserie, 6 Folgen)
- 2018: Timeless (Fernsehserie, Folge 2x08 Am Tag, als auf Reagan geschossen wurde)
- 2018: Criminal Minds (Fernsehserie, 2 Folgen)
- 2018–2021: Legacies (Fernsehserie, 13 Folgen)
- 2018–2022: Barry (Fernsehserie, 4 Folgen)
- 2019–2020: The Rookie (Fernsehserie, 2 Folgen)
- 2019–2023: Fear the Walking Dead (Fernsehserie, 29 Folgen)
- 2020: In Hollywoodland (Kurzfilm)
- 2020: (home)Schooled (Fernsehfilm)
- 2020–2022: Mira – Die Meisterdetektivin (Mira, Royal Detective, Fernsehserie, 31 Folgen, Sprechrolle)
- 2021: The Prince (Fernsehserie, Folge 1x08, Sprechrolle)
- 2021: Sand & Snow
- 2022: Land of Gold
- 2022: Pantheon (Fernsehserie, Folge 1x04, Sprechrolle)
- 2022: When Christmas Was Young (Fernsehfilm)
- 2023: Law & Order: Organized Crime (Fernsehserie, Folge 3x19)
- seit 2023: The Irrational (Fernsehserie)
- 2024: Isabel's Garden